# Lena Raine

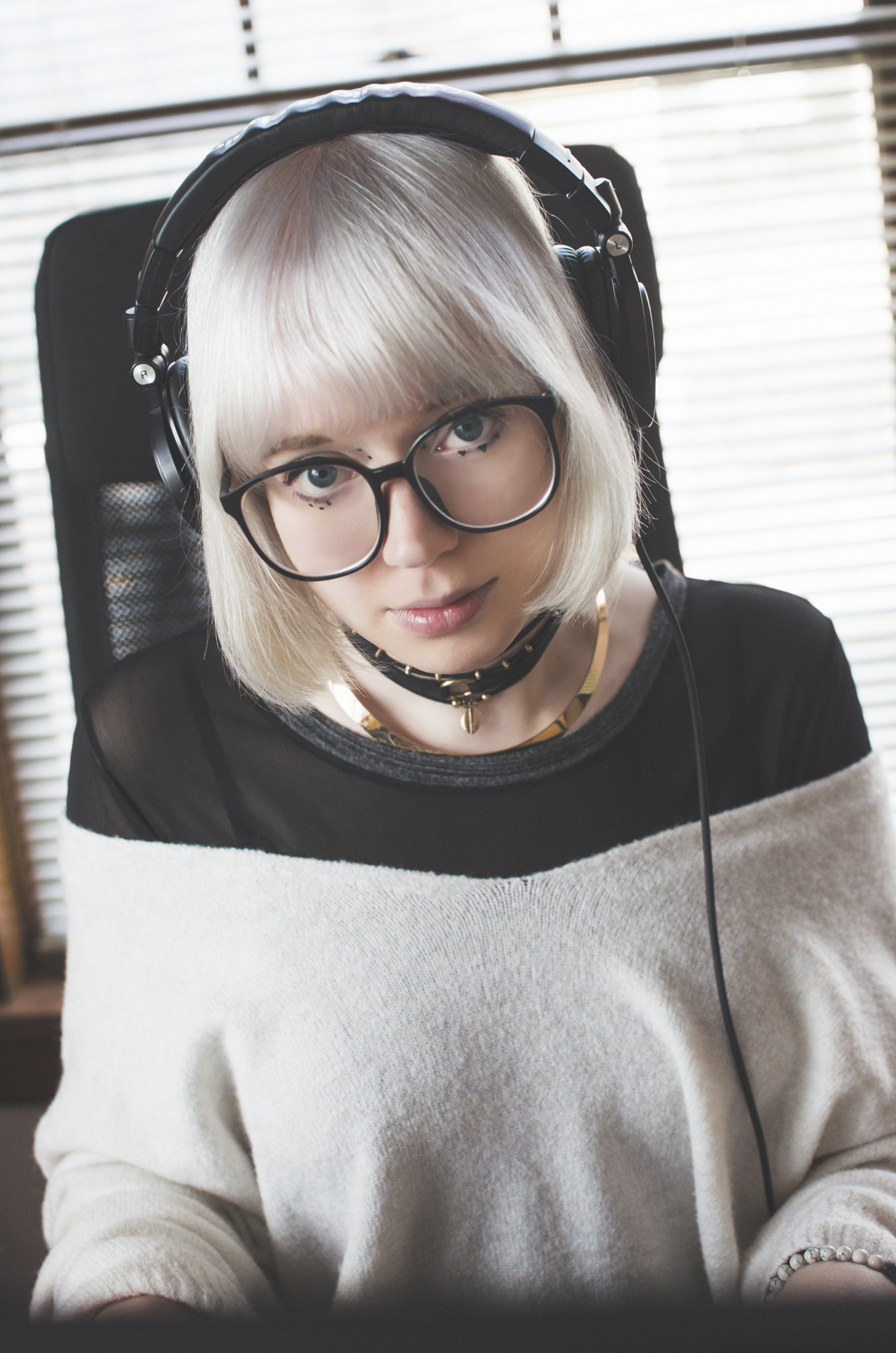
Lena Raine (2018)

Lena Raine (* 29. Februar 1984 in Seattle), auch bekannt als Lena Chappelle, ist eine amerikanische Komponistin und Musikproduzentin.

## Leben und Karriere
Lena Raine sang während ihrer frühen Kindheit im Chor, ihr Vater war Geiger. Durch eine Sonic-Fan-Community wurde sie in das MIDI-Arrangement eingeführt, indem sie zuerst MIDI-Versionen von Songs kreierte, die sie kannte, und dann Originalmusik komponierte. Sie besuchte später das Cornish College of the Arts für einen Abschluss in Komposition.
Raine ist am bekanntesten für ihre Arbeit an den Soundtracks von Celeste und Guild Wars 2. Sie komponierte außerdem Musik für verschiedene andere Videospiele, darunter Minecraft und Chicory: A Colourful Tale.
Sie arbeitete sechs Jahre bei ArenaNet und komponierte für Guild Wars 2 Musik. Bei ArenaNet waren sie und Maclaine Diemer interne Komponisten der Musik für die Spielerweiterung 2015, Guild Wars 2: Heart of Thorns. Sie verließ ArenaNet im Jahr 2016.
2018 veröffentlichte Raine das Textabenteuer ESC auf itch.io. Sie war Entwicklerin und Komponistin für ESC mit Visuals, die von Dataerase erstellt wurden. 2019 veröffentlichte sie ihr Debütalbum Oneknowing. Seit 2020 komponiert sie Musik für Minecraft und schuf neue Musikstücke für das „Nether Update“ der Version 1.16 sowie die folgenden „Caves & Cliffs“ und „The Wild“ Erweiterungen. Raine erstellte den Soundtrack für das im Juni 2021 erschienene Spiel Chicory: A Colourful Tale. Ebenso war sie im selben Jahr beteiligt am Soundtrack des zweiten Kapitels von Toby Fox’ Deltarune.
2025 war sie als Komponistin an dem Film Outerlands beteiligt.
Raine ist transgender.

## Auszeichnungen
| Jahr | Veranstaltung             | Kategorie/Auszeichnung                          |
| ---- | ------------------------- | ----------------------------------------------- |
| 2018 | The Game Awards           | Nominierung Best Score/Music für Celeste        |
| 2019 | BAFTA Games Awards        | Nominierung Music für Celeste                   |
| 2019 | ASCAP Screen Music Awards | Sieger Video Game Score of the Year für Celeste |

## Diskographie

### Studio-Alben und Songs
| Jahr | Titel                | Anmerkungen                |
| ---- | -------------------- | -------------------------- |
| 2019 | Oneknowing           |                            |
| 2018 | Lullaby for Lancer   |                            |
| 2018 | A Day on the Road    |                            |
| 2017 | Chip Collection      | Chiptune-Zusammenstellung  |
| 2016 | Acoustic Collection  | Acoustic Tune Complication |
| 2016 | Singularity          |                            |
| 2016 | Snowflight           |                            |
| 1999 | Changing of the Tide |                            |

### Soundtracks
| Jahr | Titel                                              | Typ        |
| ---- | -------------------------------------------------- | ---------- |
| 2024 | Minecraft: Tricky Trials                           | Videospiel |
| 2022 | Minecraft: The Wild Update                         | Videospiel |
| 2021 | Minecraft: Caves & Cliffs                          | Videospiel |
| 2021 | Chicory: A Colorful Tale                           | Videospiel |
| 2020 | Minecraft: Nether Update                           | Videospiel |
| 2020 | Spin Rhythm XD Beyond The Heart (Broken Heart Mix) | Videospiel |
| 2019 | Steven Universe: Der Film                          | TV-Film    |
| 2019 | Celeste: Farewell Original Soundtrack              | Videospiel |
| 2018 | ESCISM: ESC Original Soundtrack                    | Videospiel |
| 2018 | Celeste – Madeline's Grab Bag                      | Videospiel |
| 2018 | Celeste                                            | Videospiel |
| 2016 | Hackmud                                            | Videospiel |
| 2016 | UPSHIFT                                            | Videospiel |
| 2016 | PANIC at Multiverse High!                          | Videospiel |
| 2015 | Guild Wars 2: Heart of Thorns                      | Videospiel |
| 2014 | Dead State                                         | Videospiel |
| 2013 | Music Madness                                      | Videospiel |